# Villeneuve-de-la-Raho
Villeneuve-de-la-Raho är en kommun i departementet Pyrénées-Orientales i regionen Occitanien i södra Frankrike. Kommunen ligger i kantonen Elne som tillhör arrondissementet Perpignan. År 2022 hade Villeneuve-de-la-Raho 4 416 invånare.

## Befolkningsutveckling
Antalet invånare i kommunen Villeneuve-de-la-Raho
| Referens: INSEE |